# Черкаси у Другій світовій війні
Черкаси на сьогодні[коли?] — обласний центр, велике 300-тисячне місто в центрі України, значний економічний та культурний центр усієї держави. Однак в роки Другої світової війни місто відчуло на собі усю важкість війни — від запеклої оборони та здачі німецьким військам влітку 1941 року, період окупації 1941—1943 років та тяжке звільнення, яке продовжувалось цілий місяць взимку 1943 року. Черкаси стали третім містом України, після Києва та Одеси, яке 1941 року так довго не могли захопити німецькі війська. А операція по вигнанню нацистських окупантів з міста, яка на той час була відволікаючим маневром для успішного проходження П'ятихатської операції, дала можливість заволодіти значним вузлом оборони німців на Дніпрі та утворення плацдарму оперативного значення на правому березі. А це у свою чергу порушило роботу залізничної рокади Біла Церква — Сміла — Кривий Ріг та дозволило успішному проведенню червоноармійськими військами Корсунь-Шевченківської операції, яка у німецьких історичних джерелах називається Черкаським котлом.

## Оборона міста (1941)
Друга світова війна для міста Черкаси розпочалась 22 червня 1941 року, коли німецька авіація розпочала авіабомбування вулиць і стратегічних об'єктів міста. Так, одразу були знищені місцева залізнична станція та мости через річку Дніпро. Червоноармійські війська, які знаходились у місті, одразу розпочали оборонну підготовку до наступу німецьких вояків. В районі сучасного мікрорайону Південно-Західного був збудований 12-кілометровий протитанковий рів. На його будівництво з ініціативної молоді формувались і проводились навчання ополченців. Окрім цього, була також збудована і тимчасова понтонна переправа через Дніпро.
На початку серпня 1941 року німецькі війська захопили Умань, розбивши 6-ту та 12-ту червоноармійські армії. Танкові з'єднання генерала Евальда фон Кляйста рухались на Київ, де намагались прорвати оборону з півдня і легко виступити в бік Донецького краю. Смілу німці захопили 4 серпня, до Черкас лишалось всього понад 20 км. Підступи до міста були перекриті двома дивізіями фронтового підпорядкування — 116-та стрілецька та 212-та мотострілецька. Був створений оборонний рубіж з протитанковими ровами, також допомагала і місцевість — Мошногірський кряж з Ірдинським болотом під ним та болотистий Тясмин з горбистим плато над ним. Через ці перепони німецьке командування не направляло на Черкаси основні танкові з'єднання. Однак черкаський напрямок фронту, про який у повідомленнях Радінформбюро і згадки не було, виник сам по собі. Він одразу отримав назву Черкаський плацдарм. Зламавши з ходу стрімким натиском оборонний рубіж по Ірдинському болоті перед Білозір'ям, німці прорвались через центр села і вийшли у відкритий степ перед Черкасами.
Вранці 13 серпня німецькі війська почали наступ. На захоплення Черкас ними були кинуті піхотна дивізія СС, румунські та італійські з'єднання, батальйон мотоциклістів, танкові підрозділи. Не чекаючи значного опору, вони були впевнені у легкому захопленні міста. Того ж дня вперше прозвучало повідомлення Радінформбюро про можливість захоплення Черкас. На підтримку оборони із-за Дніпра була направлена ескадрилья бомбардувальників у супроводі винищувачів. Саме того дня здійснив свій подвиг Герой Радянського Союзу, командир ланки винищувачів, старший лейтенант Петро Битюцький. Вступивши в бій з ворожими літаками, він одного збив, а іншого протаранив в лоб. Зазнавши великих втрат німецькі війська відступили.
Для захисту Черкаського плацдарму, що окреслився в межах 60 км по берегу Дніпра та 30 км у ширину і набув важкого стратегічного значення, терміново створили 38-му армію, командувачем якої був призначений генерал-лейтенант Дмитро Рябишев, який вже зустрічався з генералом Евальдом фон Кляйстом під Дубно. Отримавши нове призначення, генерал 14 серпня вирушив із Ніжина на Черкаси разом з корпусним штабом. Одразу був припинений самовільний відступ через Дніпро червоноармійських бійців 6-ї та 12-ї армій. За два дні був сформований резерв штабу армії, який нараховував 7 тисяч бійців мотострілецького полку. Командиром був призначений майор Ілля Рябишев, рідний брат командарма. В місті знову запрацювали підприємства, електростанція та водогін, значно активізувались зведення фортифікаційних споруд на 3 лініях оборонного рубежу навколо міста. На танконебезпечних ділянках мінери 45-го мото-інженерного батальйону облаштували мінні поля.
Лист червоноармійського воїна, який був в оборонній смузі біля Соснівки Павла Нікіфорова:
|  | Пишу листа 18 серпня. Писати не збирався, бо нічим дихати. Загину, напевне, і знати не будете. А тут таке діється, що загинути доведеться, становище надто тяжке. Будьте здорові! Прошу всіх вас, дорогі, моліться за мене, можливо, зостанусь таки живим, хоч і невелика надія. |

Пам'ятний знак морякам Пінської флотилії

До новоствореної армії з тилу почало надходити підкріплення — військові, озброєння та військова техніка. Від Канева по Дніпру спустились кораблі Пінської військової флотилії. 16 серпня були перекинуті на плацдарм 97-ма та 196-та стрілецькі дивізії. Але бракувало танків та протитанкових гармат. Німці теж підтягували свої резерви, перегруповувались. 17 серпня вони розгорнули новий наступ на Черкаси, їм вдалось прорвати лінію оборони на ділянці 116-ї стрілецької дивізії, яка перейшла у багнетну контратаку. За наказом командира, на підмогу виступив резервний мотострілецький полк майора Іллі Рябишева. Німці не втримали такого рішучого удару і відступили назад до Білозір'я. Червоноармійські війська, які відбили атаку, навіть організували контрнаступ по шляху до Сміли.
18 серпня німецькі війська спробували прорвати оборону на правому фланзі, в зоні бойових дій 196-ї стрілецької дивізії. Для цього було зосереджено велику кількість танків, артилерії та піхоти. Бої набули жорсткого характеру, перекинулись зі Свидівка на Дахнівку, а потім і Соснівку та північні околиці міста. Німці безперервно атакували, їх активно підтримувала авіація. Нападники націлились на залізничний міст через річку Дніпро. Несучи численні втрати, червоноармійські війська все ж таки перекрили шлях німцям до річки. Не домігшись успіху, німці відновили наступ вже на лівому фланзі, ввівши в бій нові сили. Німецькі танки наступали на місто, їм перешкоджала авіадивізія генерал-майора Олександра Демидова, але наступ припинити не вдалось. Щоб зміцнити оборону міста, червоноармійські війська залишили Дубіївку та Руську Поляну. Бої перемістились безпосередньо до Черкас, на лінію протитанкового рову. Німецька артилерія почала напряму обстрілювати міські об'єкти. В самому місті німцям перешкоджали воїни 4-ї повітряно-десантної бригади, 56-го залізничного полку НКВД та інших військових частин і підрозділів армійського і фронтового підпорядкування, а також бійці черкаських винищувальних батальйонів і народні ополченці. Німецьким танкам все ж таки вдалось прорватись на міські околиці і направитись до дерев'яного мосту. За наказом командарма, червоноармійські зенітні гармати було перенацілено на пряму наводку. Від пострілів артилерії німецькі танкові війська були зупинені і нападники відійшли. Однак враховуючи ускладнену обстановку на інших ділянках фронту Верховне головнокомандування віддало наказ про відступ червоноармійських військ з Черкаського плацдарму за Дніпро. Організовано і цілком таємно, за умовним знаком «Блискавка», всі військові з'єднання і підрозділи 38-ї армії на світанку 22 серпня залишили Черкаси, знищивши за собою всі 3 мости (залізничний, дерев'яний та наплавний) через Дніпро.

## Окупація міста (1941—1943)
Окупувавши територію Черкащини, німецька влада почала впроваджувати свій адміністративно-територіальний поділ і формувати місцеві органи управління. Територія Черкащини була включена до райхскомісаріату Україна з центром у місті Рівному. Більша частина відійшла до Київської, частини до Житомирської та Миколаївської генеральних округ. Місто Черкаси відійшло до складу Київської генеральної округи, ввійшовши у Смілянську округу. Головним завданням перед собою нова влада ставила знищення слов'янського населення і, насамперед, носіїв комуністичної ідеології та радянських активістів. З перших днів німецькі війська проводили місцеві зачистки — 1942 року були розстріляні голова Черкаського райвиконкому Петро Яцик та голова Кам'янського райвиконкому, організатор і керівник партійного підпілля, Петро Василина. Масового характеру набуло знищення євреїв, яких розстрілювали.
Одночасно з формуванням окупаційних органів влади, німці створювали систему ідеологічного забезпечення «нового порядку». У вересні 1941 року почала видаватись україномовна газета «Українська думка», в якій друкувались матеріали, за якими українці підтримували рейх та Адольфа Гітлера. Навчанням були охоплені діти лише до 11 років, неукомплектовані школи закривались. У вищі навчальні заклади набирались студенти, які пізніше відправлялись до Німеччини. Театри обслуговували лише німецьку публіку. Руйнувались церкви.
З перших днів окупації німці, із залученням української поліції, встановили суворий контроль за усіма сферами життя, насамперед господарством. Одразу була запроваджена господарська повинність, під яку підпадало населення віком від 18 до 45 років. Колгоспи було перейменовано в громадські господарства, радгоспи — в державні господарства. Сільські господарства повинні були поставляти сільськогосподарську продукцію для німецької армії. Праця селян суворо обліковувалась і контролювалась. Техніки майже не було, як тяглова сила використовувались коні та воли. Для підготовки весняної сівби зернових використовувалась також і ручна праця, що було здійснено за розпорядженням райхкомісара Еріха Коха.
Населення також повинно було сплачувати натуральний податок у вигляді продуктів харчування — картоплі, насіння соняшника, молока та м'яса. Торгівля була дозволена лише в неділю з 6 до 13 години і лише тими товарами, які не підлягали здаванню в порядку заготівель. Була відновлена робота на маслозаводі, цукровому та консервному заводах. Населення масово вивозилось на каторжні роботи до Німеччини. Добровільний виїзд робочої сили не дав результатів, тоді розпочались облави, спалення домівок, взяття заручників. Військовополонених відправляли до концтабору у Смілі.
По закінченню окупації, під першими ударами Червоної армії, окупаційна влада почала конфісковувати у населення все можливе, знищувала майно, споруди та обладнання. Це робилось згідно з наказом німецького комісаріату від 7 вересня 1943 року, який зобов'язував: «На випадок відступу слід повністю знищити на території, яка залишається, всі споруди і запаси…, житлові приміщення, машини, млини, колодязі, скирти сіна та соломи. Усі без винятку будинки слід спалювати, печі в будинках підривати за допомогою ручних гранат, колодязі робити непридатними шляхом знищення підривними пристроями, а також кидаючи в них нечистоти».

## Опір
Окупаційний режим німецької влади породив опір населення шляхом розгортання партизанського і підпільного рухів. Вже наприкінці літа 1941 року на території Черкащини і Черкас розгорнули свою діяльність підпільні групи та партизанські загони. Для забезпечення їхніх дій заздалегідь були створені запаси зброї і продовольства. До початку окупації в районі та Черкасах було створено 8 партизанських загонів, 5 з яких діяли в місті. Вони були сформовані в липні 1941 року з бійців винищувального батальйону НКВД та партійного активу. Командирами загонів були призначені члени КПРС — Савченко Феодосій Родіонович, Ковальов Василь Григорович, Стеценко Артем Якович та Коновалов Дмитро Васильович.
Вже в перші дні окупації німецька влада для боротьби з партизанами створила поліцейське формування з українських націоналістів. Багато було розстріляно, ще більше розсіялось. За межами міста діяло 3 партизанських загони загальною чисельністю 70 осіб. 13 вересня 1941 року вони об'єднались в один загін під командуванням Свиридова Сергія Костянтиновича, представника Київського обкому КПУ, комісаром призначений Пальоха Сергій Наумович. На початку жовтня загін Свиридова встановив зв'язок з міськими загонами Савченка та Ковальова. Постало питання про об'єднання всіх районних та міських угруповань в одну військову одиницю. 9 жовтня 1941 року в Черкаському бору відбулась нарада командирів усіх загонів та груп. Було вирішено утворити Черкаський партизанський батальйон у складі 4 рот. Командиром став Савченко Ф. Р., комісаром — Пальоха С. Н. Першою операцією став напад 12 жовтня на поліцейську дільницю в Геронимівці.
При форсуванні Дніпра в листопаді 1943 року партизани брали найактивнішу участь, підготовляючи плацдарми для червоноармійських військ. Про взаємодію партизан та армії біля села Сокирного було встановлено пам'ятний знак.

## Вигнання нацистських окупантів з міста (1943)
Після нищівної поразки на Курській дузі, Адольф Гітлер все ж таки вважав, що Червона армія нізащо не ступить на правий берег Дніпра, де було утворено потужну лінію німецької оборони під умовною назвою «Східний вал». У німців були всі підстави для такої впевненості, адже за численними укріпленнями було сконцентровано чи не найпотужніше і найбільш боєздатне угруповання вермахту. Важлива роль у цій розгалуженій оборонній системі відводилась і місту Черкасам. Однак, незважаючи на таку впевненість, червоноармійські війська за кінець літа та початок осені 1943 року, звільнивши лівобережну частину України, в кінці вересня широким фронтом вийшли до Дніпра.
Форсування річки було покладено на 52-гу армію 2-го Українського фронту під командуванням генерал-лейтенанта Костянтина Коротеєва. 25 вересня поблизу південного краю міста були висаджені 3-тя та 5-та авіадесантні бригади, які об'єднались з місцевими партизанами та деякими підрозділами, яким вдалось перебратись через Дніпро в районі цукрового заводу. Вони утримували плацдарм не довго, адже після перекидання німецьких військ зі Сміли та Чигирина, їх почали витісняти назад до річки і вони змушені були відступити на лівий берег. При цьому червоноармійські війська зазнали втрат.
У ніч з 29 на 30 вересня 254-а стрілецька дивізія почала форсувати Дніпро навпроти гирла Росі. Праворуч переправлялась 93-я, а ліворуч — 138-а стрілецькі дивізії. Разом вони захопили так званий Канівський плацдарм і вели запеклі бої, обороняючи його. 1 жовтня після розвідки та підготовки плавальних засобів 929-й стрілецький полк перебрався через річку в районі села Хрещатик, щоб допомогти утримати плацдарм до підходу головних сил. В ніч на 2 жовтня сюди переправилися також 933-й та 936-й стрілецькі полки. Плацдарм був невеликий — 1,5 кілометри по фронту та 1 кілометр в глибину. Німецькі війська переважували в кількості, однак червоноармійські бійці не відступали. 17 жовтня 254-а дивізія перейшла у наступ і звільнила село Хрещатик. 6 листопада після контрнаступу німецьких військ 254-а дивізія змушена була відступити за Дніпро, а для захисту плацдарму залишилась 294-а стрілецька дивізія з 438-м винищувально-протитанковим артилерійським полком. 9 листопада 254-та дивізія була перекинута південніше села Коробівки, де отримала наказ знову форсувати Дніпро.
Після тривалої підготовки в ніч з 12 на 13 листопада в 0:00 війська 254-ї стрілецької дивізії почали переправлятись через Дніпро, але цього разу в районі Дахнівки, Свидівка та Сокирного. Праворуч наступала 294-а, а ліворуч — 373-я стрілецькі дивізії. Вода на той час була неспокійна, йшов дощ та дув сильний вітер.
|  | Зі спогадів Івана Шастуна. Командир артилерійського полку полковник Яновський, розуміючи стан непогоди, звертався до нього "Синку, я тобі не наказую, я прошу: виконай бойове завдання, хоч помри, а не відступи". |

Діставшись середини Дніпра, авангардна група була помічена. Німці почали обстріл човнів та плотів, підсвічуючи все прожекторами. Рота старшого лейтенанта Едзельта була обстріляна, живі солдати діставались берега пливучи. Діставшись берега, війська вступили в бій і змогли відвоювати плацдарм діаметром всього 1 кілометр. Розширюючи плацдарм, вони вийшли на оборонний рубіж Черкас з півночі. Німці почали свої контрнаступи, але червоноармійські війська, разом з тими, хто переправлявся слідом, змогли витримати 9 таких натисків. Місто відігравало дуже важливу роль у всій системі оборони німецьких військ, тому його звільнення мало велике стратегічне значення в планах червоноармійського командування для подальшого розвитку наступу військ. 17 листопада було звільнено Дахнівку та Василиху, почались бої за Соснівку. В районі сучасної 1-ї міської лікарні загинули два командири полків — Яновський та Степанов. Пізніше їх було поховано у Золотоноші.
Операцію по вигнанню нацистських окупантів з Черкас було покладено на частини 52-ї армії 2-го Українського фронту, головну роль відіграла все та ж 254-а стрілецька дивізія, якою командував полковник Михайло Путейко. У цьому їм допомагала 373-я стрілецька дивізія. Штурм Черкас проходив у 4 спроби. 20 та 22 листопада атаки були безуспішними, 24 листопада на допомогу була висунута 7-ма гвардійська повітряно-десантна дивізія. 26 листопада червоноармійські війська змогли пройти по місту лише до території сучасного університету. Німці оборонялися запекло, прагнучи втримати усе місто, на оборону було виставлено 72-у та 57-у піхотних дивізій, 5-у танкової дивізії СС «Вікінг». Артилерійська батарея, до якої входили командир Іван Шастун та артилеристи Нікіфоров і Конєв, на відстані 300 метрів підбила 2 передових танки, давши змогу солдатам йти у наступ.
У ніч з 28 на 29 листопада натиск розпочався з більшою силою. Бої за місто були кровопролитними та велись чи не за кожен будинок та вулицю. У Черкаській операції були задіяні 25 червоноармійських військових з'єднань і частин, в тому числі 3 стрілецькі, 1 повітряно-десантна, 2 авіаційні і 1 зенітно-артилерійська дивізії, 4 бригади — танкова, артилерійська і 2 повітряно-десантні, 7 артилерійських полків різного призначення, серед них — полк гвардійських мінометів (відомих як «катюші»), 3 авіаційні полки і 1 окрема ескадрилья, 3 інженерно-саперні батальйони. 929-й полк підполковника Онуфрія Луценка оволодів територією водопарку і кількома кварталами на вулиці Богдана Хмельницького. Подальше просування військ стримував сильний вогонь з двоповерхового будинку у районі залізничного вокзалу. Німці перетворили його на своєрідну фортецю, що прикривала підступи до вокзалу. Щоб вибити ворога з будинку, потрібно було застосувати гармати та міномети. Військові не бажали нищити споруду всесвітньо відомого українського архітектора Владислава Городецького. Вахтанг Чіковані запропонував зробити це іншим способом. З групою автоматників на світанку він пробрався в тил ворога і несподівано атакував німців. Після короткого бою з будинку було вигнано нацистських окупантів.

Пам'ятник на честь 15-го окремого залізничного батальйону

В цей час 15 окремий залізничний батальйон 27 бригади разом з іншими частинами та за допомоги місцевих жителів звів 275-метровий понтонний міст. Це дозволило червноармійським військам перекинути до Черкас більше військової допомоги. Місто було взято в кільце оточення, німці намагалися прорвати його, тому зі сторони Сміли направили бронепотяг, 70 танків і самоходок дивізії СС «Вікінг», і завдяки цьому котел був розірваний. 4 грудня почався третій штурм і німецькі війська знову потрапили в оточення. Четвертий і останній штурм почався 9 грудня і 14 грудня об 11:00 німецькі війська були повністю відтиснені в бік Сміли. На честь цієї події у Москві пролунав 12-залповий салют із 124 гармат, орденом Червоної Зірки був нагороджений Онуфрій Луценко. Доповідь, яка надійшла до Сталіна того ж дня, містила наступну інформацію: «Війська 2-го Українського фронту, продовжуючи успішний наступ, сьогодні, 14 грудня, внаслідок напружених боїв оволоділи великим економічним центром України — містом Черкаси — важливим вузлом оборони німців на правому березі Дніпра».
В результаті звільнення, місто було майже повністю зруйнованим, встелене тілами мерців. У ніч на 15 грудня випав сніг, який трохи прикрив результати боїв.
|  | Зі спогадів Івана Шастуна. Іван Денисович послав бійця до криниці біля сучасного Центру дитячої та юнацької творчості за водою, а той повернувся і повідомив, що у ній скидані тіла мертвих людей і звідти чути плач дитини. Бійці кинулись до криниці і дістали з неї живого 4-річного хлопчика. Його потім віддали місцевій бабусі. |

В боях за Черкаси полягло понад 6 тисяч червоноармійськіх бійців, втрати серед цивільного населення склали 200 осіб. Німецькі втрати нараховували близько 9 тисяч солдат та до 30 танків. Усім вище згаданим військовим підрозділам за наказом Верховного Головнокомандуючого згодом було присвоєне почесне найменування Черкаських. Сотні бійців, що полягли за звільнення міста були похоронені на Пагорбі Слави у центрі міста, їхні імені викарбувані на гранітних плитах меморіалу. Було також встановлено пам'ятний знак — глибу з чорного граніту з переліком усіх військових частин і підрозділів, які відзначилися в боях за вигнання нацистських окупантів з міста і котрим було присвоєне найменування Черкаських.
Після вигнання нацистських окупантів з Черкас червоноармійські війська наступали в бік Сміли і звільнили Хутори, Вергуни та Степанки, а 29 січня 1944 року і саму Смілу. 1944 року на польсько-радянський кордон першою вийшла саме 254-та Черкаська Червонопрапорна дивізія, якою командував 29-річний генерал-майор Михайло Путейко.

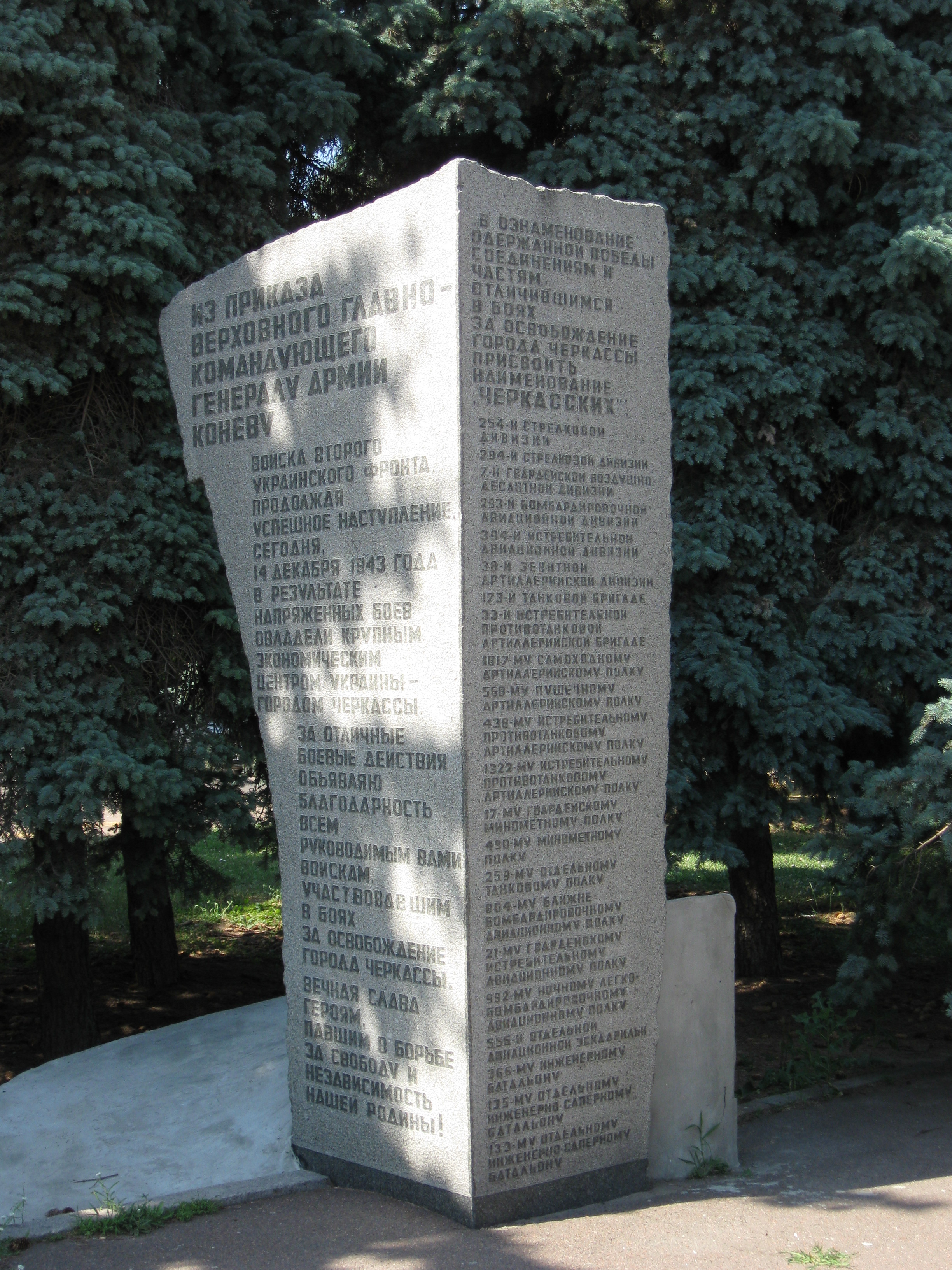
Пам'ятний знак усім військовим частинам, які визволяли місто
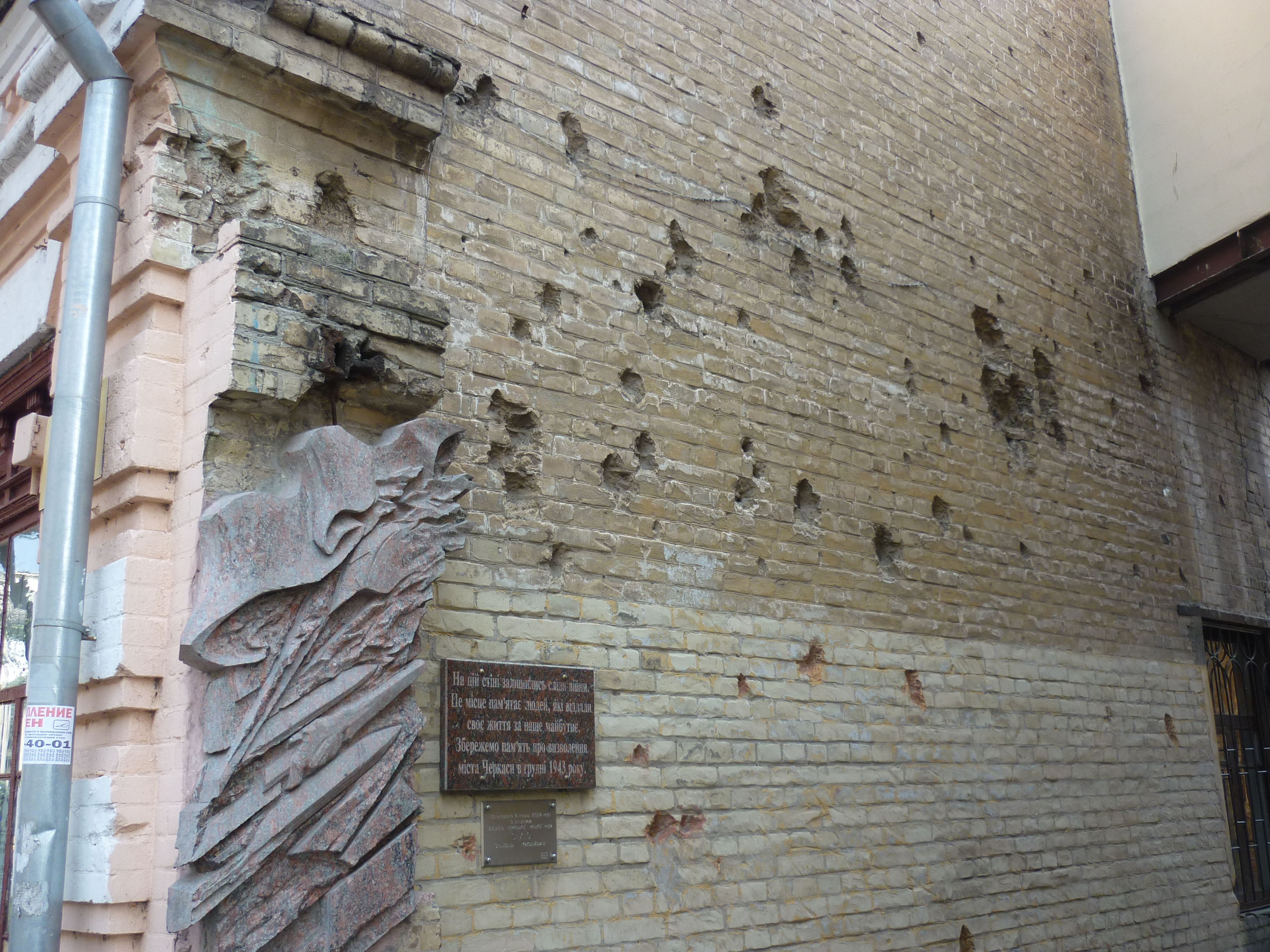
Пам'ятна дошка та сліди обстрілів під час визволення міста
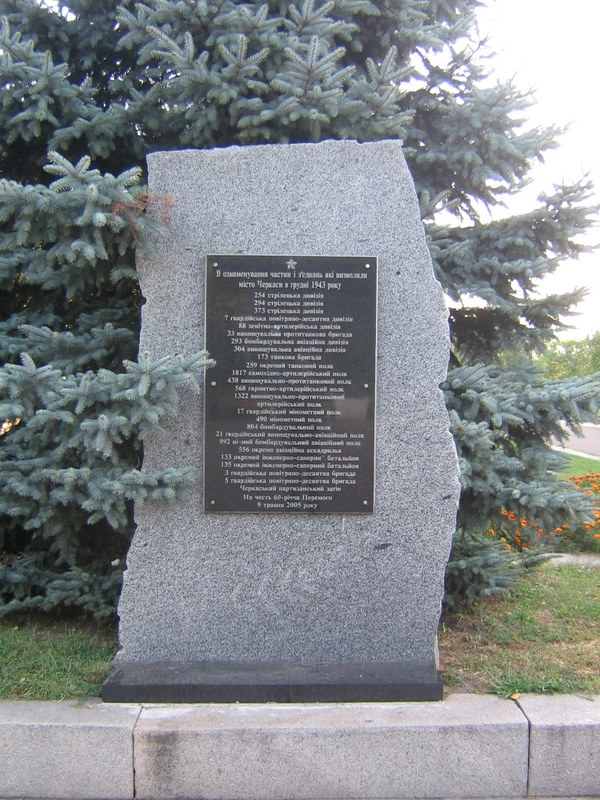
Пам'ятний знак усім військовим частинам, які визволяли місто
Пам'ятний знак окремо 254-ї стрілецькій дивізії
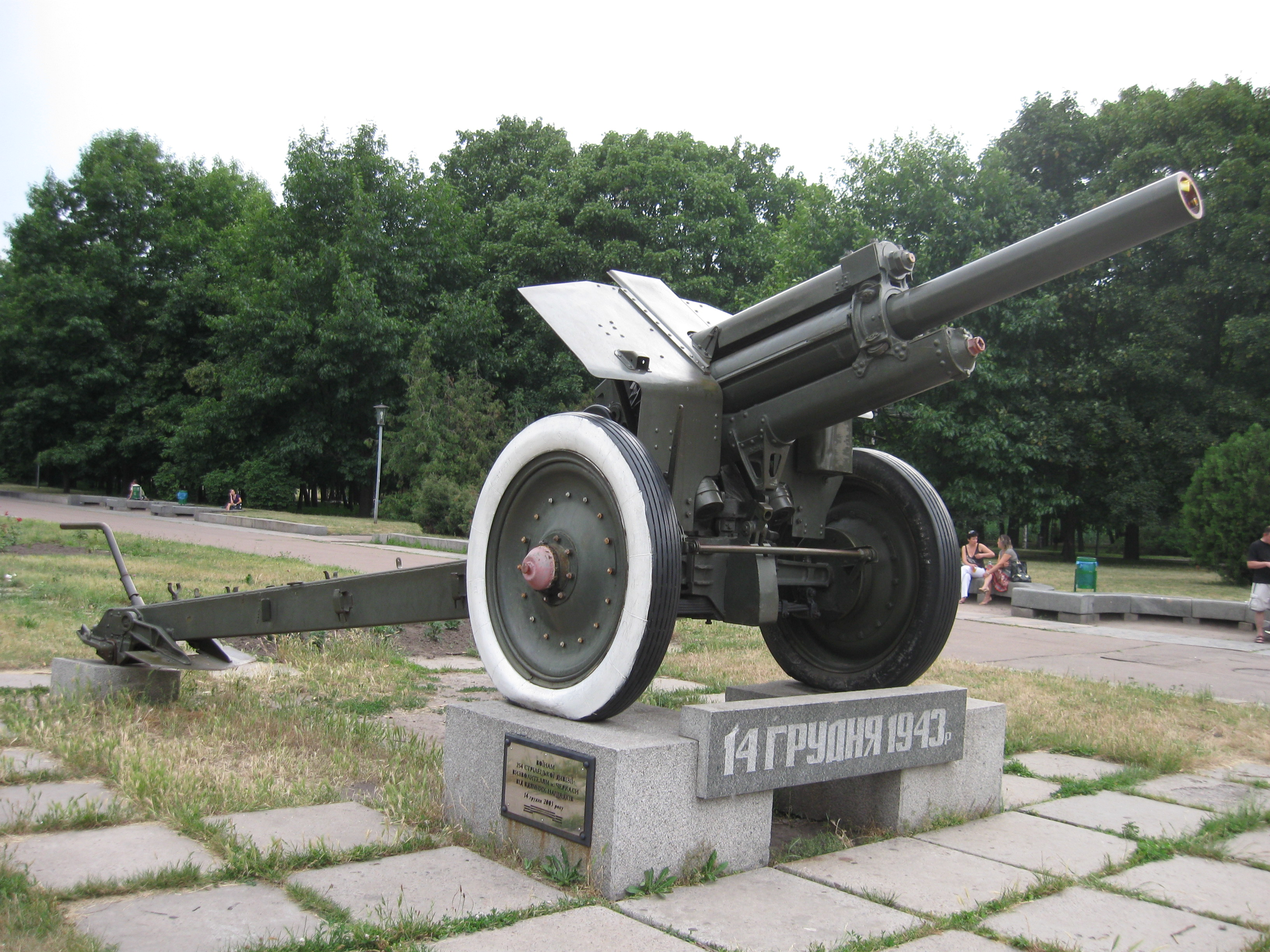
Пам'ятник окремо 254-й стрілецькій дивізії
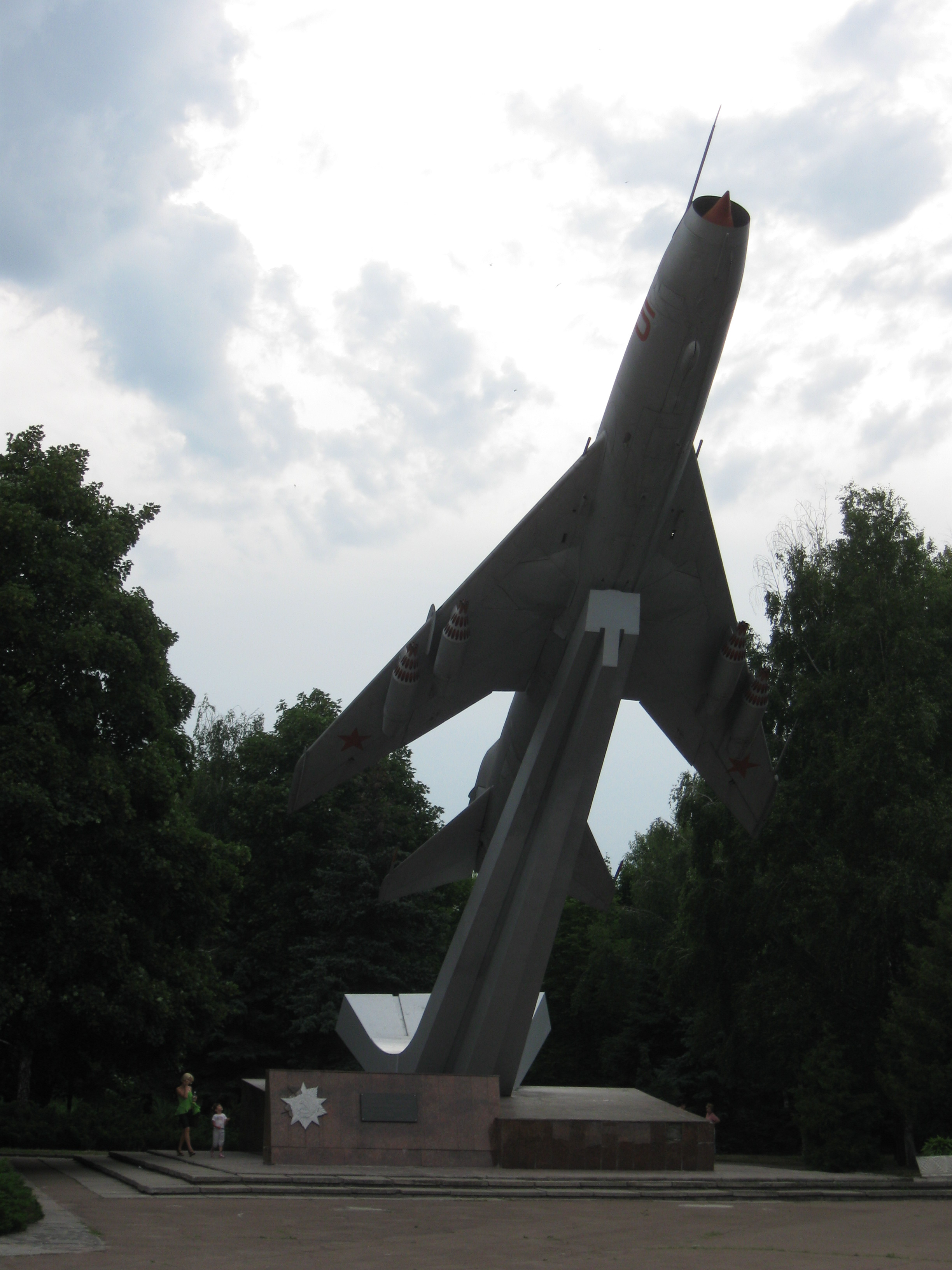
Пам'ятник окремо 8-й гвардійській авіадивізії
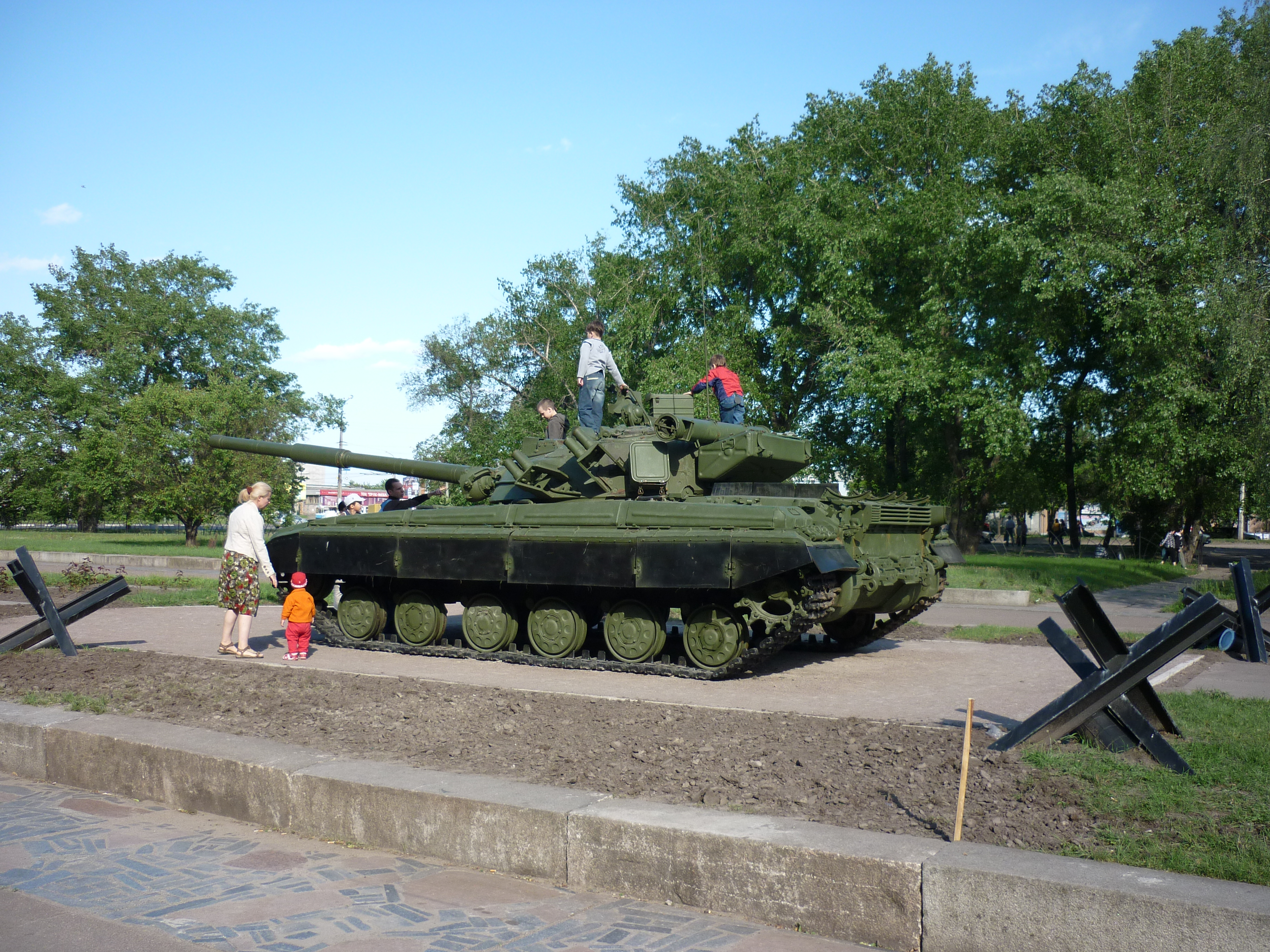
Пам'ятник окремо 41-й танковій дивізії
Меморіал Пагорб Слави
Пам'ятник на честь визволення міста
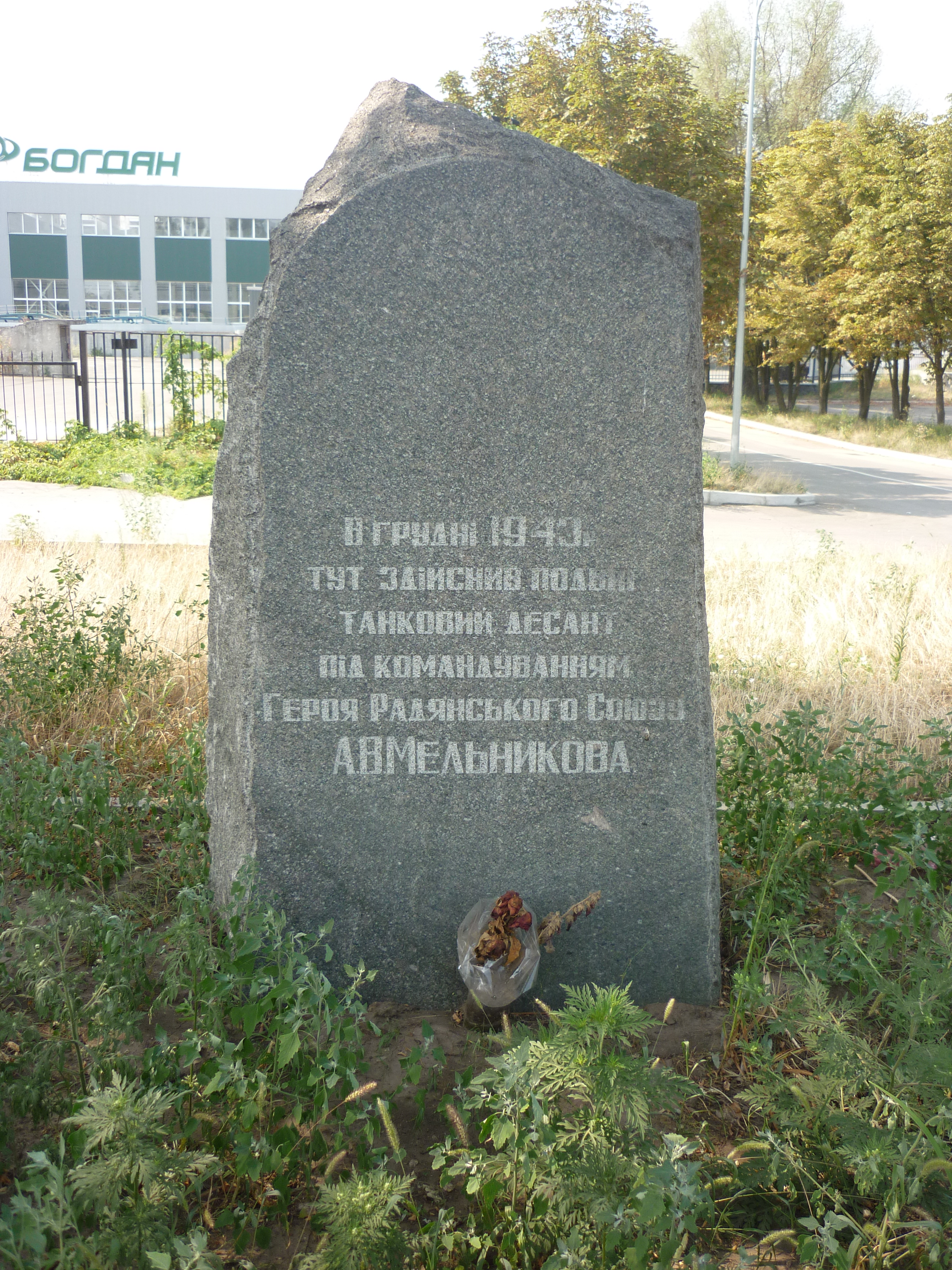
Пам'ятний знак А.В.Мельникову, командиру танкового десанту
Погруддя О.М.Луценка на території гімназії №9
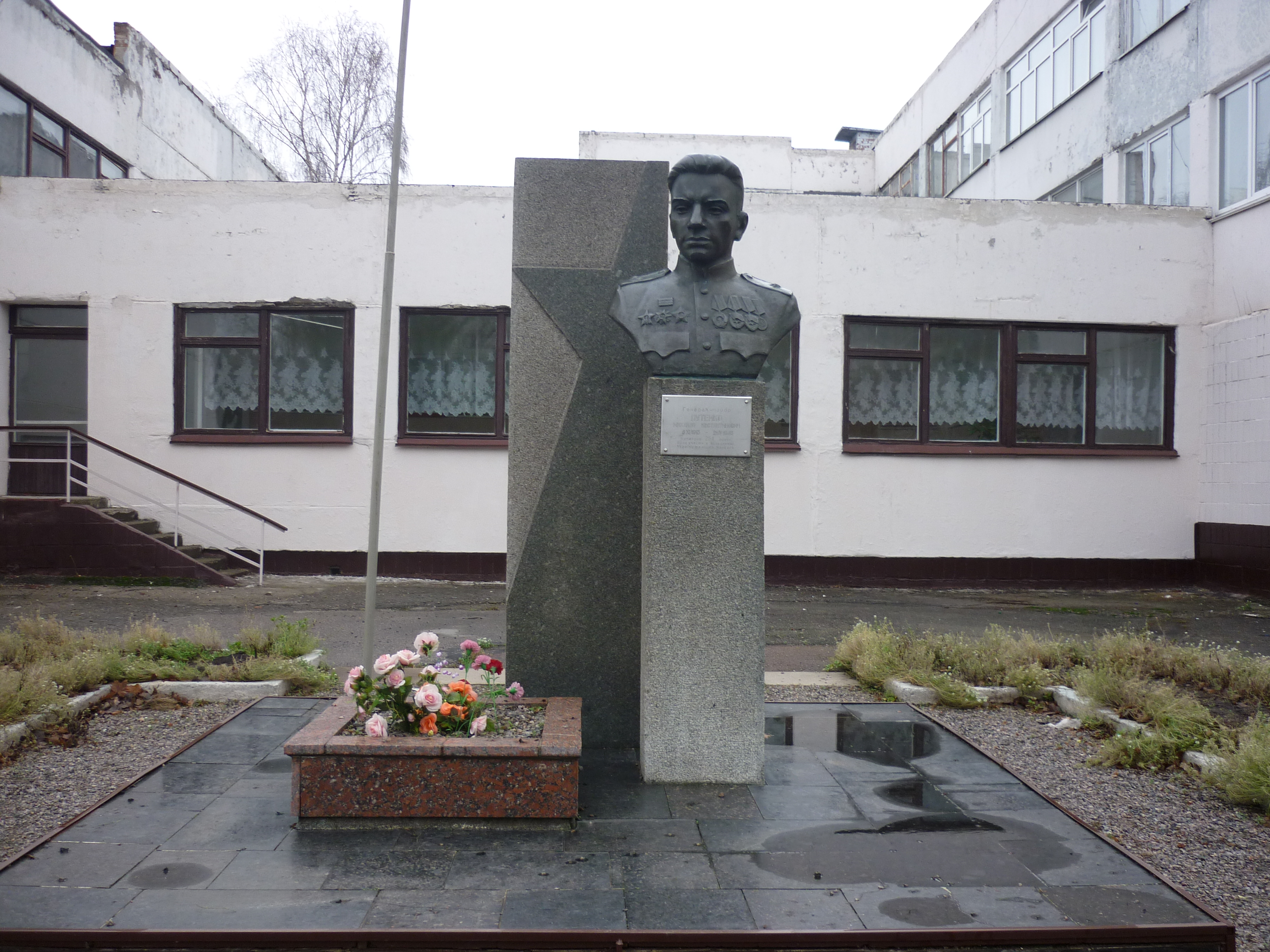
Погруддя М.К.Путейка на території СШ №27
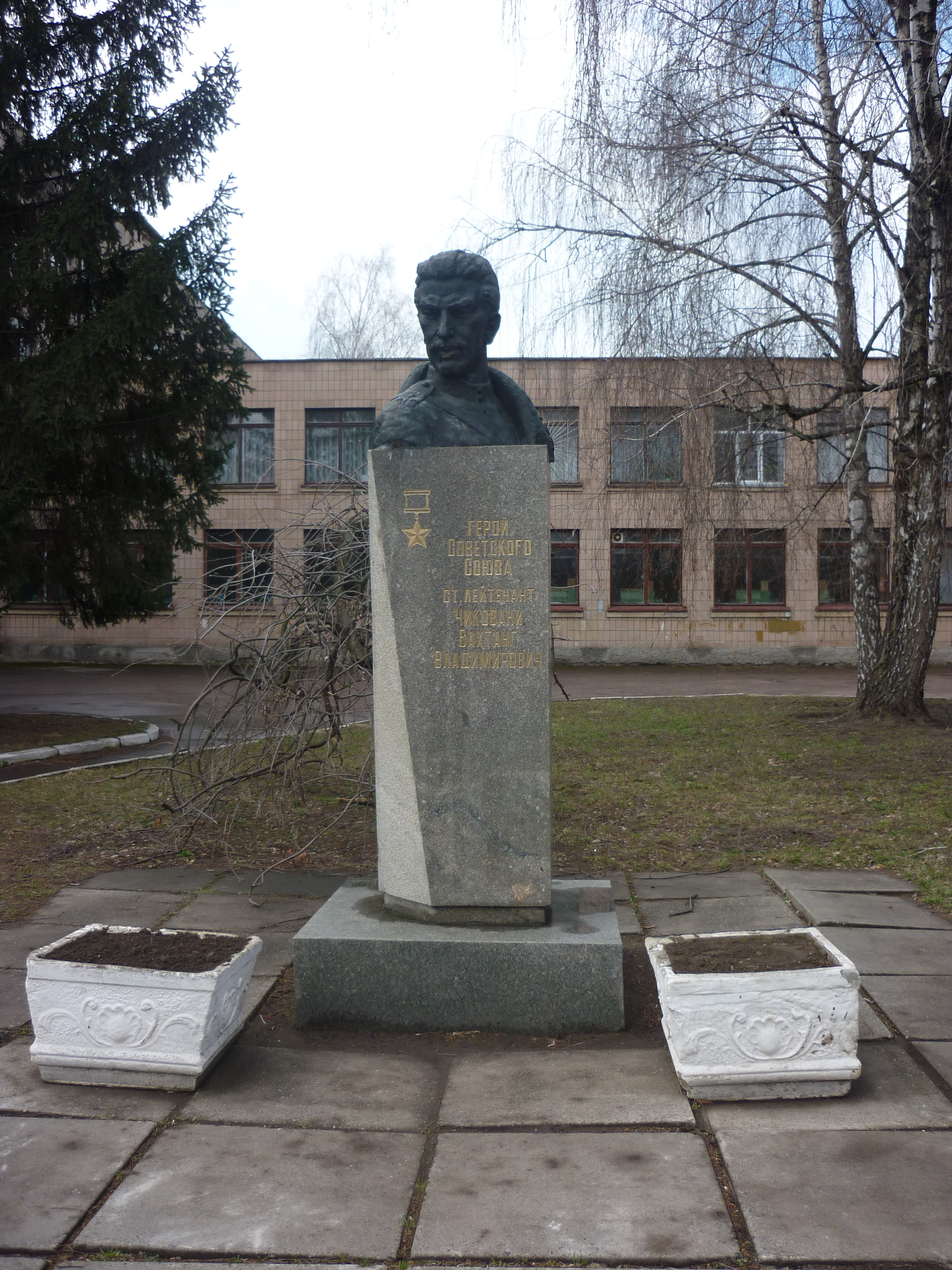
Погруддя В.В.Чиковані на території ЗОШ №12
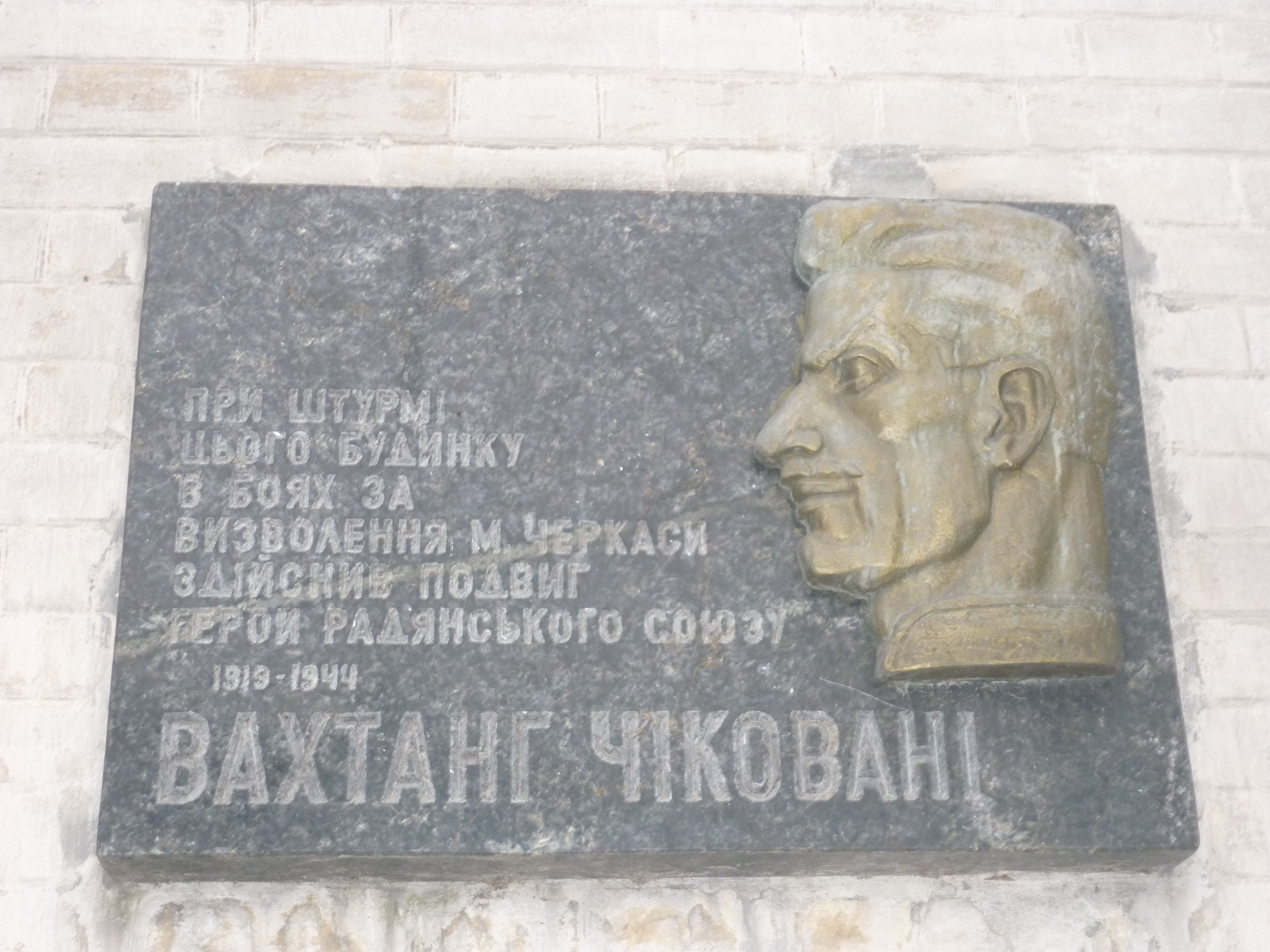
Пам'ятна дошка В.В.Чиковані на будинку, який він взяв штурмом
Пам'ятна дошка П.Л.Вернигорі
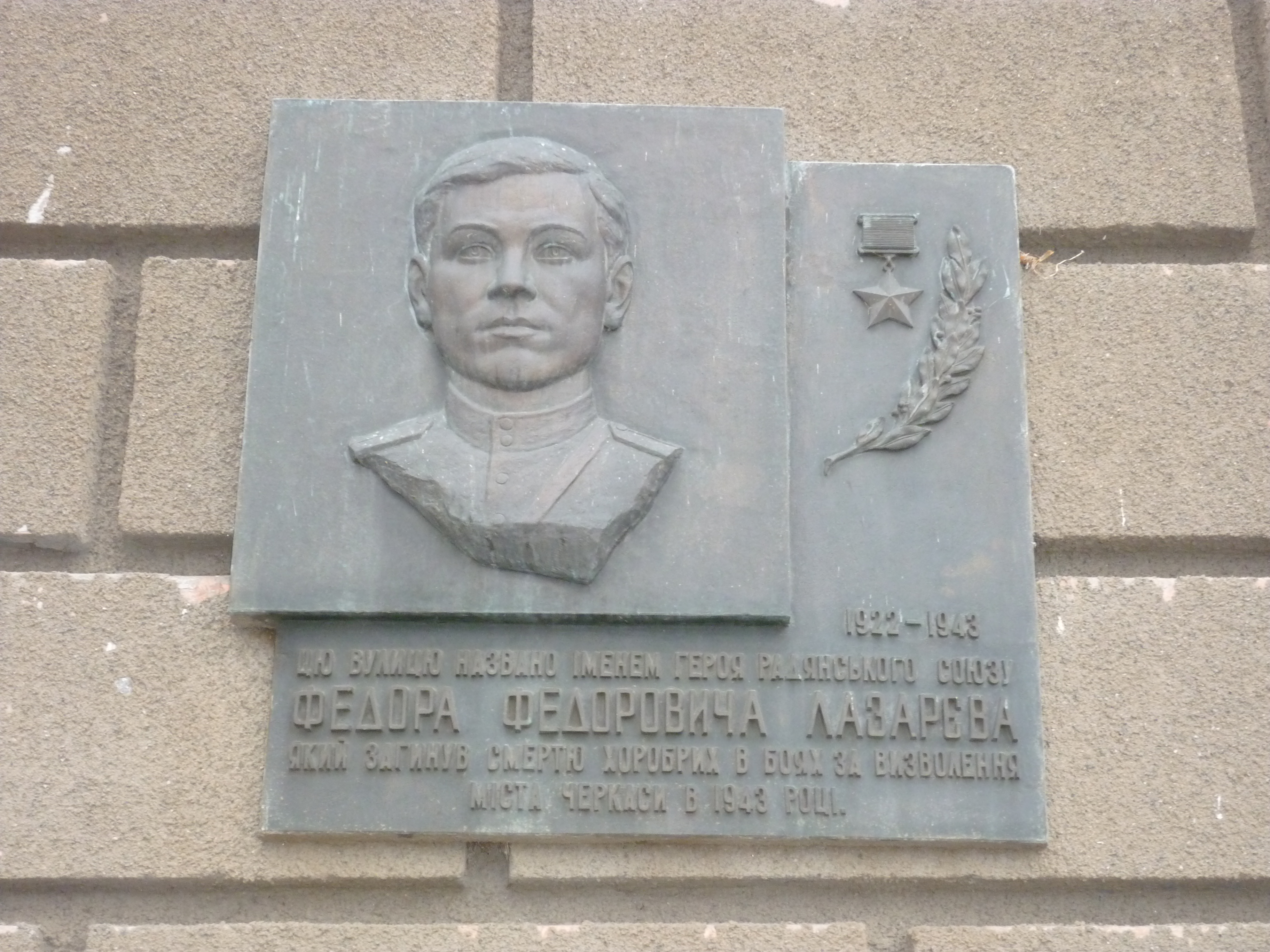
Пам'ятна дошка Ф.Ф.Лазарєву